# 1953年飓风卡罗尔
飓风卡罗尔（英語：Hurricane Carol）是1953年大西洋飓风季最强烈的热带气旋，也是1938年新英格兰飓风过后大西洋盆地形成的第一场五级飓风。系统最终于8月28日在非洲西岸近海成型，但美国国家气象局直到五天后才开始针对气旋发布公告。9月2日，船只观测数据表明卡罗尔达到飓风强度。另经飓风猎人侦察机确认，风暴向西北方向移动并达到风力时速260公里的最高强度。之后飓风逐渐减弱，掠过百慕大后在新英格兰附近转向东北，经过新斯科舍西侧后于9月7日从新不伦瑞克圣约翰附近登陆。卡罗尔在穿越加拿大大西洋省份期间转变成温带气旋，最终于9月9日在格陵兰西南方向消散。
风暴起初对百慕大构成威胁，多架飞机从岛上撤离。飓风接下来在新英格兰海岸沿线产生大浪，与大雾天气共同影响，导致多艘划艇失事，至少有40人需要外界救援，四人遇难。虽然当地风力不强，但渔业遭受的损失数额还是达到约100万美元（1953年美元，相当于2025年的1175萬美元）。新斯科舍的阵风达到飓风强度，导致树木倒塌，输电线缆中断，苹果作物受到重创，损失总额达100万加拿大元（1953年加拿大元，相当于2025年的1215萬美元）。大浪将许多小船冲到岸上，还致使一人丧生。加拿大大西洋省份各地的渡轮服务暂停，但新斯科舍以外地区受到的影响很小。爱德华王子岛因阵风导致局部停电，新不伦瑞克发生轻度洪灾。

## 气象历史
1953年8月下旬，有东风波离开非洲西海岸进入大西洋，于8月28日在佛得角附近发展成热带低气压。气旋之后两天向西南偏西移动，然后转向西进，估计于8月31日增强成热带风暴，接下来又转向西北偏西。协调世界时9月2日，“尤马蒂拉号”（Umatilla）汽船所测风速在蒲福氏风级下达到12级，即飓风强度，该船还发现气压急剧下降，海上波涛汹涌。美国国家气象局驻迈阿密办事处据此开始针对巴巴多斯东北偏东方向约1200公里洋面的飓风卡罗尔发布公告。
达到飓风强度后，气旋在朝西北移动期间稳步强化。9月3日，飓风猎人侦察机飞入风暴内部，所测风速达每小时260公里，最低气压929毫巴（百帕，27.43英寸汞柱）。气象机构认定这是卡罗尔成为飓风30小时后达到的最高强度，卡罗尔也成为1953年大西洋飓风季的最强风暴。气旋处于最高强度时的最大风速半径仅有2.4公里。卡罗尔约在最高强度下保持有一天，然后开始减弱，于9月6日清晨以风力时速180公里强度从百慕大西南方向约362公里海域经过。次日，飓风转向东北偏北，从距鳕鱼角约230公里洋面绕过。9月7日晚，卡罗尔掠过新斯科舍西部，再以持续风速每小时121公里强度从新不伦瑞克圣约翰附近登陆。风暴登陆后不久就转变成温带气旋，然后穿越圣罗伦斯湾、魁北克东部和拉布拉多，最终于9月9日晨格陵兰西南方向洋面逐渐消散。

## 防灾措施和影响

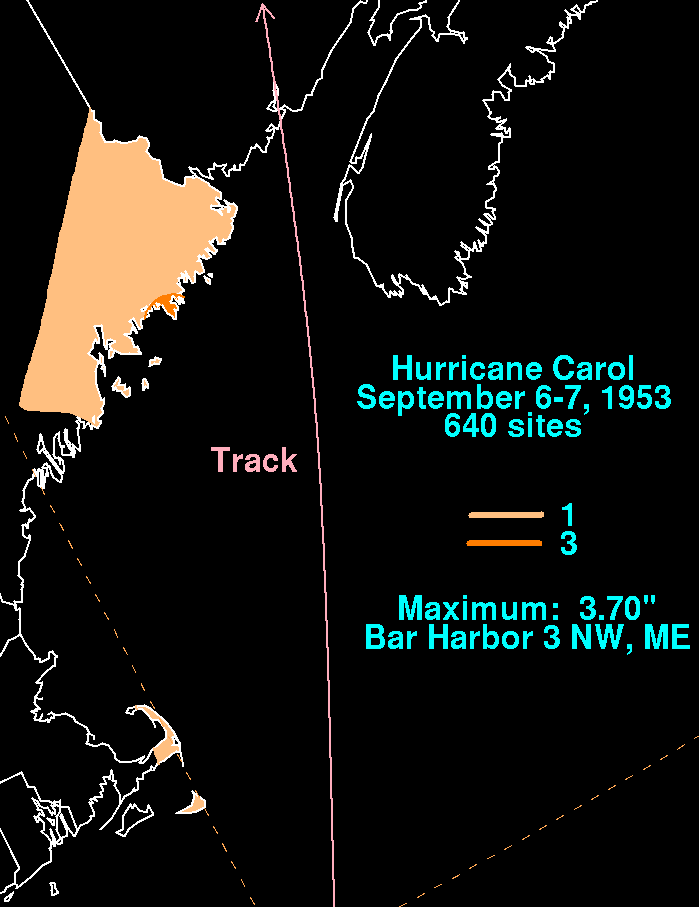
卡罗尔在新英格兰的降水分布

卡罗尔起初对百慕大构成威胁，多架飞机因此转移，船只也返回港口躲避。气象部门起初预测岛上风速会达飓风标准，但风暴掠过期间除产生大浪外，实际风速只达到烈风强度。大风导致少量树木倒塌，输电线缆中断，另有两人因摩托车失控受伤。
面对逐渐逼近的飓风，美国国家气象局向新泽西州至缅因州的美国东岸沿海地区发布风暴警告。气旋产生的大浪和浓雾天气共同影响，导致新英格兰多艘划艇失事，至少有40人需要外界救援，四人遇难。大部分地区的风力不强，南塔克特所测风力时速只有80公里。缅因州东南部普遍降下至少25毫米雨量，有助于缓解旱情。风暴对该州的整体影响很小，但有少量美国东北航空公司航班因降水取消。。新英格兰的渔业受到中等程度破坏，损失总额约为100万美元（1953年美元，相当于2025年的1175萬美元）。
面对飓风威胁，加拿大纽芬兰大浅滩的渔船赶回港口躲避。芬迪湾有一艘邮轮因大雾搁浅。新斯科舍各地都有船被大浪冲上岸，其中包括达特茅斯（Dartmouth）附近的一艘小船，哈利法克斯附近的一艘帆船，切斯特（Chester）的四艘游艇和谢尔本的三艘小船。此外，切斯特有11艘游艇在风暴期间沉没。大浪将普罗斯佩克特（Prospect）的沿海公路及附近的原野淹没，另有一间车库被毁。牛湾（Cow Bay）有一名男子从游艇跌落后溺毙。面对恶劣海况威胁，爱德华王子岛和新斯科舍、以及爱德华王子岛至新不伦瑞克之间的轮渡服务暂停，当地其他轮渡服务延迟。
卡罗尔经过加拿大东部期间沿途降下小到中雨，魁北克东部地处圣罗伦斯湾北部沿海的北岸地区降雨量最高，达到110毫米。狂风对大范围地区产生影响，其中又以新斯科舍情况严重，哈利法克斯测得时速129公里的阵风。该省在风雨共同影响下倒塌的树木共有约1.4万立方米，不过其中大部分都是已经砍伐过的树木。大风令树木倒向电缆，致使大范围地区停电，电话和电报服务也被切断。安纳波利斯谷（Annapolis Valley）的苹果和谷类作物受到狂风重创，多个农场遭受的损失比例达到50%。苹果作物遭受的经济损失数额估计在100万加拿大元（1950年加拿大元，相当于2025年的1215萬美元）左右。狂风还引起部分房产受损，许多窗户破损，另有至少一幢房屋的屋顶被风吹飞。此外，新斯科舍还有多人受伤。
风暴在新不伦瑞克产生的风力足以刮倒树木并导致供电线缆中断。该省降下小雨，蒙克顿发生街道洪灾。降雨范围向西一直延伸到安大略，向东延伸至爱德华王子岛，岛上最高降雨量为44毫米。爱德华王子岛部分房屋的屋顶因大风受损，还有一些树木倒塌，引起局部停电。更北面的魁北克天气恶劣，飞机失事后的搜救工作被迫延迟。